# Дымченко, Сергей Евгеньевич
Серге́й Евге́ньевич Ды́мченко (род. 23 августа 1967) — советский и украинский легкоатлет, специалист по прыжкам в высоту. Выступал за сборные СССР и Украины по лёгкой атлетике в 1989—2001 годах, победитель и призёр первенств национального значения, участник летних Олимпийских игр в Сиднее.

## Биография
Сергей Дымченко родился 23 августа 1967 года. Представлял Киев и Украинскую ССР.
Впервые заявил о себе в прыжках в высоту на взрослом всесоюзном уровне в сезоне 1989 года, когда с результатом 2,29 выиграл бронзовую медаль на зимнем чемпионате СССР в Гомеле. Попав в состав советской сборной, выступил на чемпионате мира в помещении в Будапеште, где занял итоговое девятое место (2,28).
В 1990 году стал серебряным призёром на чемпионате СССР в Киеве (2,25), был шестым на Играх доброй воли в Сиэтле (2,27) и четвёртым на чемпионате Европы в Сплите (2,31). Также в сентябре на соревнованиях в Киеве установил свой личный рекорд в прыжках в высоту на открытом стадионе — 2,37 метра.
В 1991 году с личным рекордом 2,31 одержал победу на зимнем чемпионате СССР в Волгограде, тогда как на чемпионате мира в помещении в Севилье прыгнул на 2,10 и в финал не вышел. На летнем чемпионате страны, прошедшем в рамках X летней Спартакиады народов СССР в Киеве, получил серебряную награду (2,32). Будучи студентом, представлял Советский Союз на Универсиаде в Шеффилде, где в своей дисциплине стал четвёртым (2,25). Участвовал в чемпионате мира в Токио — с результатом 2,20 не смог преодолеть предварительный квалификационный этап.
В 1999 году стал чемпионом Украины в прыжках в высоту, на соревнованиях в Белой Церкви показал результат — 2,31. В составе украинской сборной принимал участие в чемпионате мира в Севилье, где прыгнул на 2,23 метра и в финал не вышел.
На летних Олимпийских играх 2000 года в Сиднее в финале показал результат 2,29 метра, заняв 9 место.
В 2001 году стал восьмым на чемпионате мира в помещении в Лиссабоне (2,25), участвовал в чемпионате мира в Эдмонтоне (2,25).
Завершил спортивную карьеру по окончании сезона 2004 года.